# Рон Ештон
Рон Ештон (англ. Ron Asheton; 17 липня 1948 — 6 січня 2009) — гітарист знаменитої групи The Stooges, що вважається одною з родоначальниць панк-музики.
Група The Stooges була заснована в 1967 році Іґґі Попом (вокал), братами Роном і Скоттом Ештонами (ударні), а також Дейвом Александером, що грав на бас-гітарі. З 1967 по 1973 роки The Stooges, чий стиль музичні критики визначали як протопанк і альтернативний рок.
Друга половина 1960-х років була часом найвідчайдушніших експериментів в популярній музиці. На цій хвилі в 1967 році народилися The Stooges. Джеймсу Ньюелу Остербергу, що прийняв сценічне ім'я Іґґі Поп, набридло грати звичайний блюз. Його друзі, брати Рон і Ськотт Ештони і Дейв Александер підтримали його, і вони стали експериментувати разом. Вони використовували як музичні інструменти побутові прилади, але основою звучання The Stooges залишалася проста і жорстка гітара Рона Ештона. Музиканти експериментували не тільки із звуком, але і з наркотиками, і група протягнула всього сім років, записавши лише три альбоми. Проте саме її впливу традиційно приписують народження нового музичного стилю — панк-рока. Склад групи неодноразово мінявся, проте брати Ештони грали в ній до розпаду The Stooges в 1974 році.
Гітарист Рон Ештон грав потім ще в кількох альтернативних групах, а також знімався в кіно.
У 2003 році група, за ініціативою Іґґі Попа, возз'єдналася практично в первинному складі, за винятком Дейва Александера, померлого в 1975 році. У тому ж році Рон Ештон був включений в список найкращих гітаристів всіх часів за версією журналу Rolling Stone, посівши 29 місце. У 2007 році вийшов четвертий альбом The Stooges.
Помер у віці 60 років природною смертю у власному будинку в місті Енн-Арбор, штат Мічиган.

## Дискографія
З гуртом The Stooges
- The Stooges (1969)
- Fun House (1970)
- Raw Power (1973)
- The Weirdness (2007)

З гуртом The New Order
- New Order (1977)
- Victim Of Circumstance (1989)
- Declaration of War (1990)

З гуртом Destroy All Monsters
- November 22nd 1963 (1989)
- Bored (1999) — записан в 1978

З гуртом New Race
- The First and Last (1982)
- The First To Pay (1989)
- The Second Wave (1990)

З гуртом Dark Carnival
- Live — Welcome to Show Business (1990)
- Greatest Show in Detroit (1991)
- Last Great Ride (1996)

З гуртом Empty Set
- Thin, Slim & None/Flunkie (1996)

З гуртом The Powertrane
- Ann Arbor Revival Meeting (2003)